# Muchedent
Muchedent – miejscowość i gmina we Francji, w regionie Normandia, w departamencie Sekwana Nadmorska.
Według danych na rok 1990 gminę zamieszkiwało 117 osób, a gęstość zaludnienia wynosiła 17 osób/km² (wśród 1421 gmin Górnej Normandii Muchedent plasuje się na 781. miejscu pod względem liczby ludności, natomiast pod względem powierzchni na miejscu 542.).